# 2001 în informatică
- 2000 în informatică — 2001 în informatică — 2002 în informatică

2001 în informatică a însemnat o serie de evenimente noi notabile:

## Premiul Turing
- Ole-Johan Dahl și Kristen Nygaard